# گهنول
گهنول (به انگلیسی: Ghanool) یک روستا در پاکستان است که در ناحیه مانسهره واقع شده‌است. گهنول ۴۰٬۰۰۰ نفر جمعیت دارد.